# Larry Harlow
Lawrence Ira Kahn, conocido como Larry Harlow (Brooklyn, Nueva York; 20 de marzo de 1939-Nueva York; 20 de agosto de 2021) fue un intérprete, compositor y productor estadounidense de son cubano, son montuno, jazz afrocubano, mambo, guaracha, chachachá, salsa.[cita requerida] Produjo varios álbumes para el sello Fania, dirigido por el dominicano Johnny Pacheco  en carácter de productor musical tanto para otros artistas como también para su propia orquesta.
En su orquesta de salsa era un multinstrumentista, a pesar de que tocaba principalmente el piano. Fue director de las Latin Leyends Band.

## Infancia
Nació en una familia de músicos estadounidenses de ascendencia judía. Su madre, Rose Kahn, era una cantante de ópera con el nombre artístico Rose Sherman en la ciudad Nueva York. Su padre, Buddy Kahn (Nathan Kahn; 1909–1981) trabajaba tocando en las orquestas del Barrio Latino, del club nocturno en Nueva York bajo el nombre de Buddy Harlow.

## Habilidades musicales
Larry Harlow sobresalió a una edad temprana en distintos instrumentos musicales.
La música y la cultura de la comunidad cubana en Nueva York lo llevó a Cuba, donde comenzó un intenso estudio de la música afrocubana. Harlow, que es conocido por su mezcla de jazz afrocubano y estilos de tocar el piano, estudió música en la década de 1950 en Cuba, pero no pudo completar sus estudios antes de la Revolución Cubana de 1959, lo cual lo obligó a abandonar la isla.
La Orquesta Harlow fue la primera en firmar con Fania Records. Harlow también ha producido más de ciento seis álbumes de varios artistas y más de cincuenta álbumes de su propia autoría, además de los que produjo para Fania. Entre sus álbumes más populares fueron "Abran Paso" y "Tributo a Arsenio Rodríguez", con Ismael Miranda como el vocalista.
Harlow se acreditaba haber traído a la cantante cubana Celia Cruz en los años 60 a la ciudad de Nueva York desde la ciudad de México, y fue la primera mujer cantante latina en el Carnegie Hall.
Entre otras primicias, fue considerado como unos de los primeros en grabar para los productores del sello disquero Fania Records.
También apareció con Fania All-Stars en la película Nuestra Cosa Latina.[cita requerida]

## Contribuciones
Entre las metas musicales de Larry Harlow era insistir en llegar a los Premios Grammy Latino. Harlow suite 1977 álbum de salsa La Raza Latina. Una ambiciosa Historia de la música latina en los géneros musicales con el cantante y compositor Rubén Blades, la cual fue nominado para un premio Grammy. En parte como reconocimiento a sus esfuerzos para establecer las categorías en los Grammy Latinos (fueron premiados en una ceremonia hace algunos años por separado), así como por sus contribuciones e impresionante carrera en el género de la danza la música tropical (y el jazzistico enfoque pianístico de Harlow), En 2008 Larry Harlow fue galardonado con el Premio del Administrador de la Academia Latina de la Grabación.
En 1972, la salsa estaba en todo su apogeo. Larry Harlow, cavilaba sobre la idea de un novel concepto musical para el mercado musical afroantillano. Inspirado por el éxito de la ópera anglosajona, “Tommy”, Harlow se preparaba para el lanzamiento de un concepto similar, dirigido al mercado salsero.
La idea vio frutos en 1973 con la ópera Hommy, que utilizando la lírica de Heny Álvarez, cuenta la historia de un niño que aunque ciego y sordo, tenía un gran talento para la percusión. Aquí se unieron los músicos destacados de la época y cantantes como Justo Betancourt, Cheo Feliciano, Adalberto Santiago, Junior González, Pete “El Conde” Rodríguez y Celia Cruz. La combinación de músicos y voces logró su cometido con una grabación que sentó cátedra en la historia de la música afrocaribeña con una radiante exposición que capturó las ondas radiales y la imaginación del público salsero.
Esta grabación también denota el importante antecedente de ser la primera grabación que marcó un verdadero éxito para Celia Cruz en el mercado de la salsa en la nación americana.
Casi accidentalmente, Harlow se encontró con Celia Cruz en México y le comentó sobre su interés en una voz femenina para cantar en su ópera, a su vez Jerry Masucci buscaba también de Celia una alternativa para combatir la hegemonía musical que mantenía a La Lupe, como “la reina de la canción latina” en aquel momento.[cita requerida]
Celia Cruz viajó a Nueva York con la intención de reunirse con Masucci a discutir las posibilidades de grabar con el sello disquero Fania y al acudir a la reunión se encontró que ésta era en el estudio donde se estaba grabando “Hommy”. Celia me contó, “me enojé, y mira que yo no soy enojona. Me tenían todo preparado para que cantara el tema “Gracia Divina” el cual yo ni tan sólo había escuchado. Pero bueno me aprendí el tema y lo canté”.
“Gracia Divina” se convirtió en un gigantesco éxito, en adición a ser el tema que le abrió las puertas a Celia Cruz, que de inmediato grabó “Bemba Colorá” con las Estrellas de Fania y el resto es historia.
La variación musical y rítmica en la ópera “Hommy” ofrece la combinación de una amalgama de la tradición musical cubana en exitosos arreglos de Larry Harlow en lo que presenta una verdadera presentación del estado de la música salsera en los comienzos de la década de los setenta. En esa época los violines comenzaban a decorar la música salsera y su franca utilización se denota en la musicalización de Hommy. En definitiva, la orquestación en esta grabación es la presentación de la salsa a la máxima potencia y éste es un logro indiscutible de la magia musical de Larry Harlow.
Los temas “Es un Varón”, “El Día De Navidad”, “Quirinbomboro”, “Gracia Divina”, “Cari-Caridad” y “Soy Sensacional” fueron indudables éxitos radiales que se convirtieron en temas de baile y discusión entre todos los salseros. Era la primera vez que una ópera, de habla hispana, y ésta en el gremio salsero, era dirigida al populacho.
La ópera termina con un cántico a las fuerzas espirituales para la resolución de los problemas en el globo terráqueo, ruegos para terminar la guerra en Vietnam a través de la Gracia divina, la Caridad mientras que presenta la renuncia del pueblo que prefiere el vacilón y no los sermones sobre el sabio vivir.
“Hommy” abrió las puertas a una presentación de este tipo y estilo al mercado salsero, y su presentación en Puerto Rico fue un gran éxito. Con Hommy, la salsa se vistió de gala y ese legado abrió las puertas para que la tradición musical afroantillana ahora visite las salas de más prestigio en el mundo.
Ese es el legado de “Hommy”, una de las mejores grabaciones de la época, que unió a los mejores músicos del momento en una expresión que trascendió el tiempo; y, a su vez, trajo a Celia Cruz al mercado salsero y la colocó en un sitial de honor el cual nunca abandonó. Pero más importante aún, “Hommy” llevó a la Salsa a un nuevo lugar entre el público demostrando que la expresión musical cabía en las mejores salas del mundo. Desde ese momento, la salsa se convirtió en música de sala, y esa es una gran deuda para esta grabación.

## Créditos
Contributing Musicians Orchestra Harlow:
- Larry Harlow - Piano
- Eddie Guagua Rivera - Bajo
- Eddie Colon - Timbales
- Tony Jiménez - Conga
- Pablo Rosario - Bongó
- Larry Spencer - Trompeta
- Ralph Castrella - Trompeta
- Sam Burtis - Trombón
- Lewis Kahn - Trombón
- Junior González - Vocals & Percussion

- Carmel Malin, Jesse Tryon, David González, Alberto Iznaga, Vincent Liota, Marty Salyak, Rubén Rivera, Earl Norman, Selwart Clarke, Yoko Matsuo, Kathy Kienke, Karen Jones,
- Gloria Lonzoroni, Norman Forrest - Cuerdas
- Doc Herzlin & Damion Sgabbo - French Horn
- Lou Soloff & John Gatchell - Trompetas
- Dave Taylor - Tuba & Trombón Bajo
- Harry Smyles - Oboe & English Horn
- Paul Fleisher – Saxofón Soprano
- Johnny Pacheco, Bobby Porcelli, Eddie Zervigon - Flautas
- José Luis Cruz - Piano
- Charlie Rodríguez - Tres
- Ángel Cachete Maldonado, Roy Markowitz, Hershel Dwellingham Sr. - Percusión

- Coros - Yayo el Indio, Adalberto Santiago & Marcelino Guerra, Cándido Antomattei

- Creador de la Opera Latina - Larry Harlow
- Letra & Música - Larry Harlow & Jenaro Heny Álvarez
- Compositor de Intermedio Musical - Marty Sheller

## Trabajos con diferentes personalidades de la música latina
En 1994, trabajó en equipo con Ray Barretto, Adalberto Santiago y con el virtuoso guitarrista del cuatro Yomo Toro para fundar la orquesta la leyenda, con el objetivo de educar América Latina y los jóvenes acerca del patrimonio de la música latina y nuevas ideas de vanguardia en la música.
Ha colaborado con Bobby Sanabria en la batería, el bajista Eddie "Guagua" Rivera, Ronnie Cuber en saxofón barítono y flauta, Mac Gollehon en trompeta y Chembo Corniel en conga y percusión. Este grupo se sobresale por su agresividad. Todos logran destacarse con el primer número, Rumbambola.
En 2005 contribuyó al álbum Frances The Mute de la banda The Mars Volta, en la que interpretó un solo de piano hacia el final del tema "L'Via L'Viaquez".
También tocaba el piano con el grupo en algunos shows en vivo.

## Discografía
| Año  | Título                              | vocalista |
| ---- | ----------------------------------- | --- |
| 1966 | Heavy Smoking                       | Felo Brito |
| 1966 | Gettin Off                          | Israel Sardiñas "Monguito el único" |
| 1967 | El Exigente                         | Ismael Miranda |
| 1968 | Presenta a Ismael Miranda           | Ismael Miranda |
| 1969 | Me & My Monkey ( Mi mono y yo)      | Ismael Miranda |
| 1970 | Electric                            | Ismael Miranda |
| 1971 | Abran Paso                          | Ismael Miranda |
| 1971 | Tribute to Arsenio Rodríguez        | Ismael Miranda |
| 1972 | La Oportunidad                      | Ismael Miranda |
| 1972 | Harlow´s Harem                      | Ismael Miranda |
| 1972 | Frankie Dante y Orquesta Flamboyán  | Frankie Dante |
| 1973 | Hommy, A Latin Opera                | Junior González, Cheo Feliciano, Henaro Álvarez, Celia Cruz, Adalberto Santiago, Justo Betancourt,                                       |
| 1974 | Live In Quad                        | Junior González, Justo Betancourt |
| 1974 | Salsa                               | Junior González |
| 1975 | El Judío Maravilloso                | Junior González |
| 1976 | Con mi viejo amigo                  | Ismael Miranda |
| 1977 | El Jardinero del Amor               | Junior González |
| 1977 | La Raza Latina                      | Néstor Sánchez, Rubén Blades |
| 1978 | Latin Fever                         | Ada Chabrier, Nancy O'Neill, Rosa Soy |
| 1978 | El Albino Divino                    | Néstor Sánchez |
| 1979 | La Responsabilidad                  | Fausto Rey |
| 1979 | Rumbambola                          | Néstor Sánchez |
| 1980 | El Dulce Aroma del Éxito            | Néstor Sánchez |
| 1980 | Our Latin Feeling                   | Junior González |
| 1983 | Yo soy Latino                       | Néstor Sánchez |
| 1984 | Sr. Salsa                           | Ray Pérez |
| 1984 | Éxitos de siempre al ritmo de Salsa | |
| 1991 | Mi tiempo llegó                     | |
| 1998 | Latin Legends Band                  | |
| 2001 | Sofrito                             | |
| 2003 | 35 Aniversario                      | Junior González, Ismael Miranda, Néstor Sánchez, Jerry Medina, Adalberto Santiago, Pedro Brull, Cano Estremera, Primi Cruz, Analí Ortiz, |
| 2003 | Latin Jazz Encounter                | |
| 2007 | La Herencia                         | |

## Premios
En 2008, Larry Harlow se presentó con un premio Grammy Latino a su Trayectoria musical.

## Fallecimiento
Larry Harlow murió el 20 de agosto de 2021 en un hospital de la ciudad de Nueva York, a causa de complicaciones renales. Tenía ochenta y dos años.
Su esposa María del Carmen Harlow-Kahn, expresó a través de las redes sociales:

«A todos los Salseros del Mundo les informo con profundo dolor que luego de 32 dias hospitalizado mi amado Larry falleció a las 12:30 de la madrugada a causa de complicaciones como paciente renal que debilitaron su ya agotado corazón.»